# Che bello essere un Puffo/Notte Puff
Che bello essere un Puffo/Notte Puff  è il 19° singolo di Cristina D'Avena, pubblicato nel 1985.

## Descrizione
Che bello essere un Puffo è l'adattamento italiano del brano olandese Smurfen dat zijn wij. La canzone è anche essa una delle sigle originali de I Puffi e nella versione italiana è la settima. La musica scritta da Mireille Delfosse è stata risuonata dall'Orchestra di Augusto Martelli mentre il testo di Catherine Lonk e di Mireille Delfosse è stato adattato da Alessandra Valeri Manera. Il coro è del gruppo I Piccoli Cantori di Milano.
Sul lato B viene incisa Notte Puff, una rivisitazione del brano Ninna nanna di Brahms con il testo adattato da Paola Blandi.

## Tracce
1. Che bello essere un Puffo – 2:53 (testo: Alessandra Valeri Manera – musica: Mireille Delfosse; edizioni musicali Canale 5 Music)
2. Notte Puff – 2:26 (testo: Paola Blandi – musica: Johannes Brahms; edizioni musicali Canale 5 Music)

## Pubblicazioni all'interno di album e raccolte
Che bello essere un Puffo è stata inserita in alcune raccolte e album della cantante mentre Notte Puff ha avuto una sola pubblicazione oltre a quella del singolo:
| Anno | Album o singolo       | Titolo                    | Versione           |
| ---- | --------------------- | ------------------------- | ------------------ |
| 1982 | I Puffi               | Notte Puff                | Versione originale |
| 1985 | Fivelandia 3          | Che bello essere un Puffo | Versione originale |
| 1987 | Fivelandia Collection | Che bello essere un Puffo | Versione originale |
| 2006 | Fivelandia 3 & 4      | Che bello essere un Puffo | Versione originale |
| 2006 | Fivelandia 3          | Che bello essere un Puffo | Versione originale |
| 2010 | Puffi che passione    | Che bello essere un Puffo | Versione originale |
| 2011 | Puffi che passione    | Che bello essere un Puffo | Versione originale |